# عاشق فقیر
عاشق فقیر فیلمی به کارگردانی و نویسندگی حسینعلی لیالستانی محصول سال ۱۳۷۴ است.

## خلاصه داستان
کارگردانی جوان فیلمی می‌سازد دربارهٔ کودکانی که ناخواسته در جنگ‌ها و تجاوزها به خاک و خون کشیده می‌شوند و همراه آن در جشنواره‌ای که در کشورش برگزار می‌شود شرکت می‌کند، اما مورد اعتنا واقع نمی‌شود و به‌ناچار یکی از آخرین قربانیان خود را که کودکی است پنج ساله و بوسنیایی ـ در آغوش می‌گیرد و از داخل فیلم به وسط تماشاگران سینما می‌رود. کارگردان جوان به کمک یکی از پزشکان ـ که یکی از قهرمانان اصلی فیلم او می‌باشد ـ که تمیز دادن آن از دنیای بیرون آسان نیست ـ برمی‌گردد، در حالی‌که خود آن پزشک نیز در یکی از جنگ‌های اخیر ـ که روی زمین رخ داده ـ کشته شده‌است.

## بازیگران
- شاهرخ غیاثی
- جهانگیر الماسی
- پرویز پورحسینی
- رضا بابک
- نگین صدق‌گویا
- زهره صفوی
- باقر صحرارودی
- کامران فیوضات
- کامران ملکی
- پرویز کلویر
- وجیهه لقمانی
- محمدرضا حقگو
- افسانه چهره آزاد
- هوشنگ قوانلو
- سیدمصطفی حسینی
- شاهین بهزادی
- هدی خادم رابع